# شحوم الدم
شحوم الدم أو دهون الدم هي دهون في الدم، إما حرة أو مرتبطة بجزيئات أخرى. يتم نقلها في الغالب في كبسولة البروتين، وكلاً من كثافة الدهون ونوع البروتين يحددون مصير الجسيم وتأثيره على الأيض. تركيز الدهون في الدم يعتمد على المدخول والإفراز من الأمعاء، الامتصاص والإفراز من الخلايا. الدهون في الدم هي في الأساس الأحماض الدهنية والكولسترول. فرط شحميات الدم هو عبارة عن وجود مستويات مرتفعة أو غير طبيعية من الدهون والبروتينات الدهنية في الدم، وهو عامل خطير رئيسي لأمراض القلب والأوعية الدموية.

## الأحماض الدهنية

### امتصاص الأمعاء
يتم امتصاص الأحماض الدهنية القصيرة والمتوسطة مباشرة في الدم عن طريق الشعيرات الدموية الموجودة بالأمعاء والسفر عبر الوريد البابي. أما الأحماض الدهنية طويلة السلسلة - من ناحية أخرى - فهي كبيرة جداً بحيث لا يمكن إطلاقها مباشرة في الشعيرات الدموية المعوية الدقيقة. بدلاً من ذلك فهي مغلفة مع الكولسترول والبروتين (بروتين طبقة من البروتينات الدهنية) في مجمع يسمى الكيلومكرونات. يدخل الكيلومكرونات اللمفاوية الشعرية ويدخل في مجرى الدم أولاً في الوريد تحت الترقوة الأيسر (بعد تجاوز الكبد). على أية حال، يزيد تركيز الأحماض الدهنية في الدم بشكل مؤقت بعد تناول الوجبة.

### امتصاص الخلايا
بعد تناول الوجبة - يرتفع تركيز الأحماض الدهنية في الدم - هناك زيادة في امتصاص الأحماض الدهنية في خلايا الجسم المختلفة، لا سيما خلايا الكبد، الخلايا الشحمية وخلايا العضلات. يتم تحفيز هذا الامتصاص عن طريق الأنسولين من البنكرياس. ونتيجة لذلك، فإن تركيز الدم من الأحماض الدهنية يستقر مرة أخرى بعد تناول الوجبة.

### إفراز الخلايا
بعد تناول الوجبة، يتم تحويل بعض الأحماض الدهنية المأخوذة من الكبد إلى بروتينات دهنية منخفضة الكثافة وتفرز مرة أخرى في الدم. بالإضافة إلى ذلك، عندما يمر وقت طويل منذ الوجبة الأخيرة، ينخفض تركيز الأحماض الدهنية في الدم، مما يؤدي إلى إطلاق الخلايا الشحمية لتحرير الأحماض الدهنية المُخزنة في الدم كأحماض دهنية حرة؛ من أجل تزويد خلايا العضلات على - سبيل المثال - بالطاقة. وعلى أية حال، فإن الأحماض الدهنية التي يتم إفرازها من الخلايا يتم تناولها من قبل خلايا أخرى في الجسم، حتى تدخل الأحماض الدهنية في التمثيل الغذائي.

## كولسترول
يتم تحديد مصير الكولسترول في الدم بدرجة عالية من خلال بنية البروتينات الدهنية، حيث تفضل بعض الأنواع الانتقال إلى أنسجة الجسم وغيرها من الخلايا نحو الكبد للإفراز في الأمعاء. يشير تقرير عام 1987 الخاص ببرنامج تعليم الكولسترول الوطني إلى أن مستوى الكولسترول الكلي في الدم يجب أن يكون أقل من200 ملجم / ديسيلتر في كولسترول الدم العادي، 200-239 ملغم / ديسيلتر في كولسترول الدم فوق المتوسط وأكبر من 240 ملجم / ديسيلتر في الكولسترول العالي. يختلف متوسط كمية الكولسترول في الدم مع تقدم العمر، وعادةً ما يرتفع تدريجياً حتى يبلغ عمره 60 عامًا تقريبًا. يبدو أن هناك اختلافات موسمية في مستويات الكولسترول في البشر – أكثر في المتوسط - في فصل الشتاء. أيضاً يبدو أن هذه الاختلافات الموسمية مرتبطة عكسياً بفيتامين سي.

### امتصاص الأمعاء
في هضم الدهون يتم تعبئة الكولسترول في الكيلومكرونات في الأمعاء الدقيقة، والتي يتم تسليمها إلى الوريد البابي والليمف. في نهاية المطاف يتم اتخاذ الكيلومكرونات بواسطة خلايا الكبد عن طريق التفاعل بين بروتينات تتدخل في التمثيل الغذائي للدهون في الجسم (صميم البروتين الشحمي) من فئة E ومستقبل بروتين دهني منخفض الكثافة أو البروتينات ذات صلة بمستقبلات البروتين الدهني.

### في البروتينات الدهنية
الكولسترول قليل الذوبان في الماء. لا يمكن لها أن تذوب تسافر في مجرى الدم المائي. فبدلا من ذلك، يتم نقله في مجرى الدم عن طريق البروتينات الدهنية التي هي قابلة للذوبان في الماء وتحمل الكولسترول والدهون الثلاثية داخلياً. تحدد البروتينات صميم البروتين الشحمي التي تشكل سطح جزيء البروتين الدهني المعطى من أين ستزال خلايا الكولسترول وإلى المكان الذي سيتم توريده.
وتسمى أكبر البروتينات الدهنية - التي تنقل بالدرجة الأولى الدهون من الغشاء المخاطي المعوي إلى الكبد – بالكيلومكرونات. فهي تحمل معظم الدهون في شكل دهون ثلاثية. في الكبد، تحرر جزيئات الكيلومكرونات الدهون الثلاثية وبعض الكولسترول. يقوم الكبد بتحويل ايض الطعام الغير المحترق إلى بروتينات دهنية منخفضة الكثافة وتفرزها في البلازما حيث يتم تحويلها إلى البروتينات الدهنية ذات الكثافة المتوسطة والتي يتم تحويلها بعد ذلك إلى جزيئات البروتين الدهني منخفض الكثافة والأحماض الدهنية غير مجتمعة، والتي يمكن أن تؤثر على خلايا الجسم الأخرى. في الأفراد الأصحاء تكون جزيئات البروتينات ذات الكثافة المتوسطة كبيرة نسبيًا. في المقابل، ترتبط بشدة أعداد كبيرة من الجسيمات البروتينات الدهنية منخفضة الكثافة مع وجود مرض تصلب داخل الشرايين. لهذا السبب، يشار إلى البروتين الدهني المنخفض الكثافة باسم «الكولسترول السيئ».
تنقل جزيئات البروتين الدهني عالي الكثافة الكولسترول مرة أخرى إلى الكبد للإفراز، ولكنها تختلف بشكل كبير في فعاليتها للقيام بهذا. يرتبط وجود أعداد كبيرة من جزيئات البروتين الدهني عالي الكثافة الكبيرة بنتائج صحية أفضل، ومن ثم يطلق عليه «الكولسترول الجيد». في المقابل، يرتبط وجود كميات صغيرة من جسيمات بروتين دهني عالي الكثافة مع تطور مرض داخل الشرايين.

### إفراز الأمعاء
بعد نقله إلى الكبد عن طريق البروتين الدهني عالي الكثافة يتم تسليم الكولسترول إلى الأمعاء عن طريق إنتاج العصارة الصفراوية فالكبد. ومع ذلك، يتم استيعاب 92-97 ٪ في الأمعاء وإعادة تدويرها عن طريق الدورة الدموية المعوية.

## حالات طبية مرتبطة

### الدهون
فرط شحميات الدم هو وجود مستويات مرتفعة أو غير طبيعية من الدهون والبروتينات الدهنية في الدم. تشوهات الدهون والبروتينات الشحمية شائعة للغاية في عموم السكان، وتعتبر عامل خطير للغاية لأمراض القلب والأوعية الدموية. بالإضافة إلى ذلك، قد يجعله عرضة لالتهاب البنكرياس الحاد. واحدة من أكثر المواد الدهنية ذات الصلة سريرياً هي الكولسترول، وخاصة على تصلب الشرايين، أمراض القلب والأوعية الدموية. ويسمى وجود مستويات عالية من الكولسترول في الدم بفرط ارتفاع الكولسترول. فرط بروتينات الدم هو مستويات مرتفعة من البروتينات الدهنية.

### ارتفاع الكولسترول
فرط كولسترول الدم هو وجود مستويات عالية من الكولسترول في الدم. إنه ليس مرضاً، بل هو اختلال في عملية التمثيل الغذائي، يمكن أن يكون ثانويًا للعديد من الأمراض ويمكن أن يسهم في العديد من أشكال المرض وعلى الأخص مرض القلب والأوعية الدموية. فرط كولسترول الدم العائلي هو اضطراب وراثي نادر يمكن أن يحدث في العائلات، حيث لا يمكن للمصابين القيام بالتمثيل الغذائي للكولسترول بشكل صحيح.

### نقص كولسترول الدم
يتم تسمية المستويات المنخفضة بشكل غير طبيعي من الكولسترول بمصطلح نقص كولسترول الدم. يعد البحث في أسباب هذه الحالة محدود نسبياً، وبينما تشير بعض الدراسات إلى وجود صلة مع الاكتئاب، السرطان والنزيف الدماغي، فمن غير الواضح ما إذا كانت مستويات الكولسترول المنخفضة سببًا لهذه الحالات أو ظاهرة عارضة.
1. ↑  "Report of the National Cholesterol Education Program Expert Panel on Detection, Evaluation, and Treatment of High Blood Cholesterol in Adults. The Expert Panel". Archives of Internal Medicine. ج. 148 ع. 1: 36–69. 1988-01-01. DOI:10.1001/archinte.148.1.36. ISSN:0003-9926. مؤرشف من الأصل في 9 يناير 2020. اطلع عليه بتاريخ أغسطس 2020. {{استشهاد بدورية محكمة}}: تحقق من التاريخ في: |تاريخ الوصول= (مساعدة)
2. ↑  Ockene, Ira S.; Chiriboga, David E.; Stanek III, Edward J.; Harmatz, Morton G.; Nicolosi, Robert; Saperia, Gordon; Well, Arnold D.; Freedson, Patty; Merriam, Philip A. (26 Apr 2004). "Seasonal Variation in Serum Cholesterol Levels". Archives of Internal Medicine (بالإنجليزية). 164 (8): 863. DOI:10.1001/archinte.164.8.863. ISSN:0003-9926. Archived from the original on 2017-09-05.
3. ↑  MacRury، S. M.؛ Muir، M.؛ Hume، R. (1992-4). "Seasonal and climatic variation in cholesterol and vitamin C: effect of vitamin C supplementation". Scottish Medical Journal. ج. 37 ع. 2: 49–52. DOI:10.1177/003693309203700208. ISSN:0036-9330. PMID:1609267. مؤرشف من الأصل في 2013-04-30. {{استشهاد بدورية محكمة}}: تحقق من التاريخ في: |تاريخ= (مساعدة)
4. ↑  Dobson، H. M.؛ Muir، M. M.؛ Hume، R. (1984-7). "The effect of ascorbic acid on the seasonal variations in serum cholesterol levels". Scottish Medical Journal. ج. 29 ع. 3: 176–182. DOI:10.1177/003693308402900308. ISSN:0036-9330. PMID:6533789. مؤرشف من الأصل في 2013-04-30. {{استشهاد بدورية محكمة}}: تحقق من التاريخ في: |تاريخ= (مساعدة)
5. ↑  Durrington، Paul (30 أغسطس 2003). "Dyslipidaemia". Lancet (London, England). ج. 362 ع. 9385: 717–731. DOI:10.1016/S0140-6736(03)14234-1. ISSN:1474-547X. PMID:12957096. مؤرشف من الأصل في 2019-07-23.